# Trilogie du Minotaure
La Trilogie du Minotaure (titre original : The Minotaur Trilogy) est une trilogie de fantasy mythique écrite par Thomas Burnett Swann et parue entre 1966 et 1977. Elle doit son titre au personnage principal des trois livres, Eunostos, le dernier Minotaure. Ce sont les romans les plus connus de cet auteur.

## Histoire éditoriale
Les livres de la trilogie paraissent dans l'ordre suivant :
- Day of the Minotaur, 1966 / Le Jour du Minotaure ;
- The Forest of Forever, 1971 / La Forêt du Minotaure ;
- Cry Silver Bells, 1977 (publication posthume) / Le Labyrinthe du Minotaure.

Ce n'est qu'après la mort de Swann que les trois livres sont réédités en un seul volume sous le titre The Minotaur Trilogy en 1996.
En France, The Forest of Forever et Day of the Minotaur sont traduits par Michel Deutsch dans un volume de la collection « Aventures fantastiques » chez Opta en 1973. 
La trilogie complète est parue en trois volumes aux éditions du Bélial' en 1998-99, dans la collection « Étoiles vives », traduits par Marc Février (avec des illustrations de couvertures par Fred Sorrentino). Une édition en un seul volume, La Trilogie du Minotaure, est parue par la suite chez le même éditeur (avec cette fois une couverture illustrée par Philippe Gady) puis au format poche chez Gallimard dans la collection « Folio SF », également sous le titre La Trilogie du Minotaure en 2005, dans une traduction de Sophie Viévard et Marc Février.

## La trilogie
La Trilogie du Minotaure regroupe trois romans qui développent chacun une intrigue autonome, mais se déroulent dans le même univers — la Crète de l'époque minoenne — à des époques successives, et reprennent en partie les mêmes personnages. Ils peuvent donc être lus de façon indépendante ou comme les trois volets d'une même saga. Le dernier roman, Le Jour du minotaure, met en scène des Achéens et se déroule à peu près à l'époque de la guerre de Troie.
La grande autonomie de chacun de ces trois romans est due en grande partie au fait que Swann ne projetait pas dès le départ d'écrire une trilogie. Les trois livres ont en fait été écrits dans l'ordre inverse de la chronologie de l'intrigue, selon le principe des préquelles : Day of the Minotaur est paru en premier, comme un roman autonome ; puis Swann a écrit un deuxième volume, The Forest of Forever, se déroulant avant le premier et racontant la jeunesse d'Eunostos ; enfin, peu avant sa mort, il a écrit en très peu de temps un troisième et dernier épisode, Cry Silver Bells, racontant cette fois l'enfance d'Eunostos. Les éditions en un volume présentent les trois épisodes dans leur ordre chronologique, donc dans l'ordre inverse de leur parution.